# روث هايات
روث هايات (بالإنجليزية: Ruth Hiatt)‏ هي راقصة وممثلة أمريكية، ولدت في 6 يناير 1906 في كريبل كريك في الولايات المتحدة، وتوفيت في 21 أبريل 1994 في La Crescenta-Montrose, California ‏ في الولايات المتحدة.

## وصلات خارجية
- روث هايات على موقع IMDb (الإنجليزية)
- روث هايات على موقع قاعدة بيانات الفيلم (الإنجليزية)